# Röhrenseegurke
Die Röhrenseegurke (Holothuria tubulosa) ist eine im Mittelmeer und östlichen Teil des Atlantischen Ozeans verbreitete Seegurkenart der Familie Holothuriidae. H. tubulosa wurde 1791 von Johann Friedrich Gmelin erstmals beschrieben. Synonyme Bezeichnungen für die Röhrenseegurke sind Holothuria cavolinii (Delle Chiaje, 1841), Holothuria columnae (Delle Chiaje, 1823), Holothuria maxima (Delle Chiaje, 1823) und Holothuria pentagnae (Delle Chiaje, 1823).

## Aussehen und Anatomie
Die natürliche Körperfarbe der Röhrenseegurke ist dunkelbraun bis violett. Da die Epidermis einen schleimigen Film sezerniert, an dem Sedimentpartikel und Algenreste verkrusten können, wird oft eine gräuliche Farbe wahrgenommen. H. tubulosa wird ca. 35 cm lang und 8 cm breit. Länge und Gewicht dieser Art sind jedoch sehr variabel. Zwischen Sommer und Herbst wachsen die Tiere. Danach verlieren sie bis zum nächsten Sommer an Gewicht. Dadurch, dass die Art innerhalb des ersten Jahres schnell wächst, wurden bisher nur selten kleinere Individuen gesehen. Das durchschnittliche Gewicht eines Individuums beträgt 220 g. Zwischen den Geschlechtern gibt es keinen Unterschied in Länge und Masse. Die Röhrenseegurke ist eine getrenntgeschlechtliche Art, weist jedoch keinen Sexualdimorphismus auf. Die Geschlechter sind makroskopisch nur an der Farbe der Gonaden unterscheidbar.

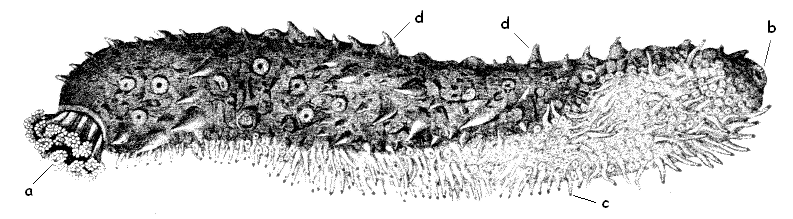
Holothuria tubulosa (a – Tentakel, b – Analöffnung, c – Saugfüße der Bauchseite, d – Papillen auf der Rückseite)

Die Körperhülle ist lederartig mit eingebetteten Ossikeln. Diese kleinen Strukturen unter der Dermis unterscheiden sich zwischen den Seegurkenarten und können daher zur Bestimmung einer Art genutzt werden. Der Körper ist weich und mit starken transversalen und longitudinalen Muskeln versehen.
Wie alle Seegurken ist Holothuria tubulosa sekundär bilateral. Die auf dem Grund liegende Körperseite wird als Sohle bezeichnet, die obere Seite als Bivium. Auf der Sohle befinden sich Ambulakralfüßchen, die mit Saugnäpfen ausgestattet sind und der Fortbewegung dienen. Bewegungen sind auch durch die Suspensorfäden möglich, die sich am vorderen und hinteren Ende des Körpers befinden. Die Ambulakralfüßchen des Biviums sind zu Papillen umgebildet und besitzen keine Saugnäpfe mehr.
Die Röhrenfüßchen im Mundbereich sind zu einziehbaren Oraltentakel umgebildet. Um den Mund befinden sich 20 Tentakel, die am Ende kleine Scheiben besitzen. Eine Scheibe ist von 5 bis 6 geteilten Fortsätzen umgeben, die zum Fühlen und Ergreifen der Nahrung dienen.
Gestützt wird der Körper durch das flüssigkeitsgefüllte Coelom, das als Hydroskelett dient. Über ihre Kloake können Röhrenseegurken ihr Verdauungssystem entleeren. Die Kloake dient gleichzeitig zur Atmung. Frisches Wasser wird über sie hereingelassen und sauerstoffarmes Wasser ausgestoßen. Das Gewebe, über das die Atmung und gleichzeitig die Ausscheidung von Stoffen ablaufen kann, wird respiratorischer Baum genannt. Zusätzlich kann über die Haut geatmet werden. Im Vergleich zu anderen Stachelhäutern (Echinodermata) liegen bei den Röhrenseegurken die Gonadenanlagen unpaar vor.

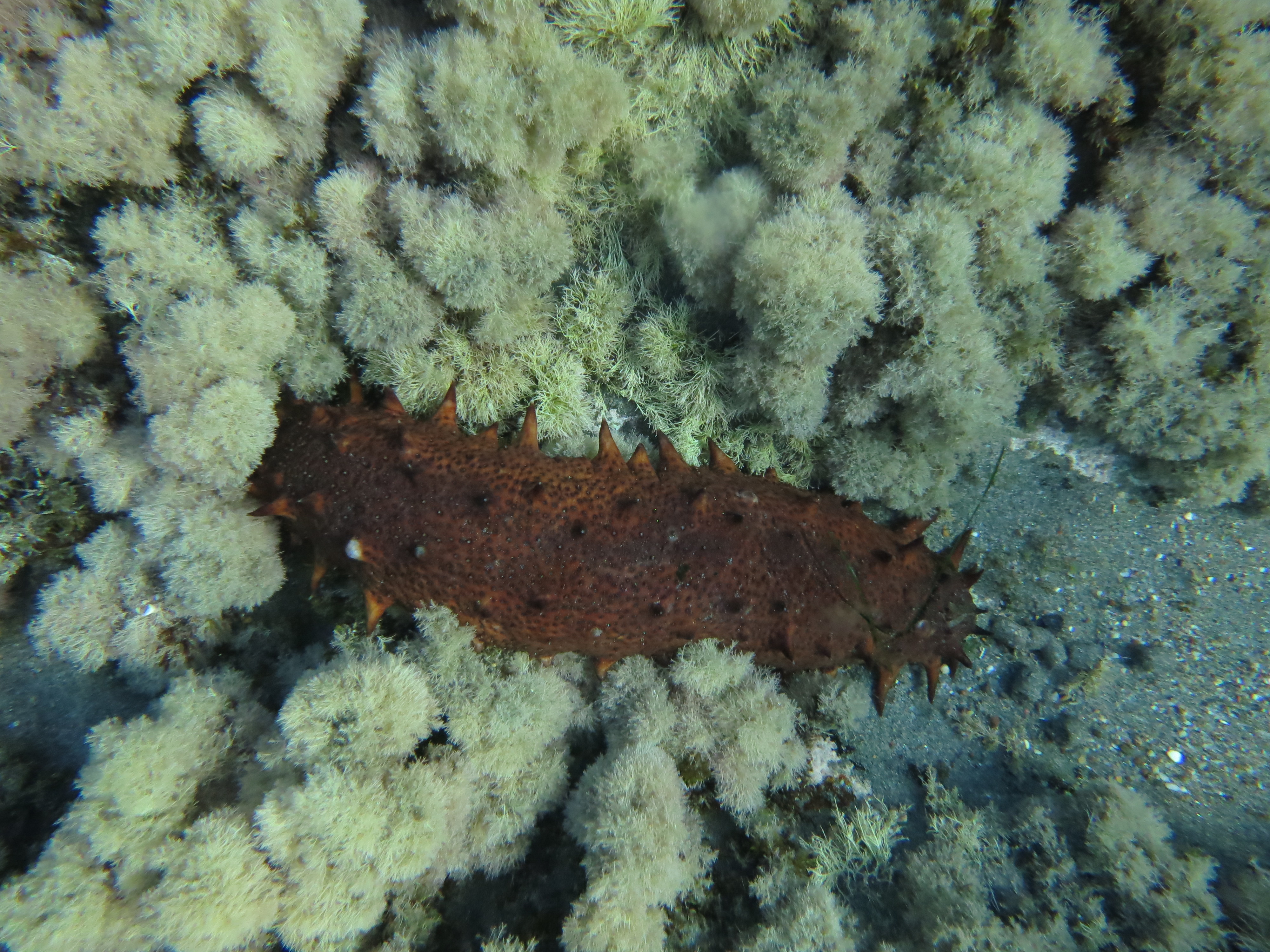
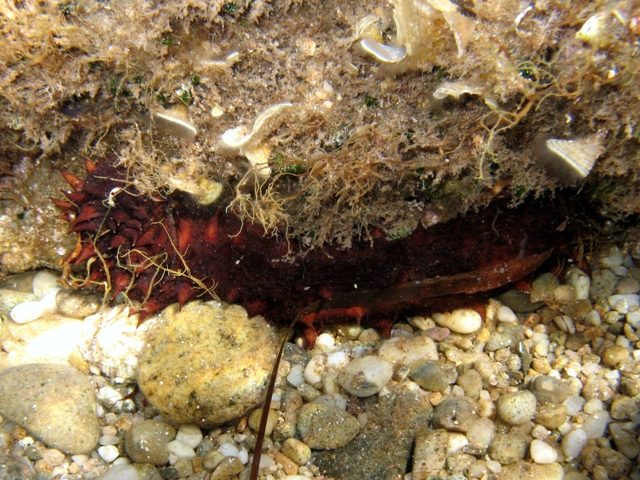
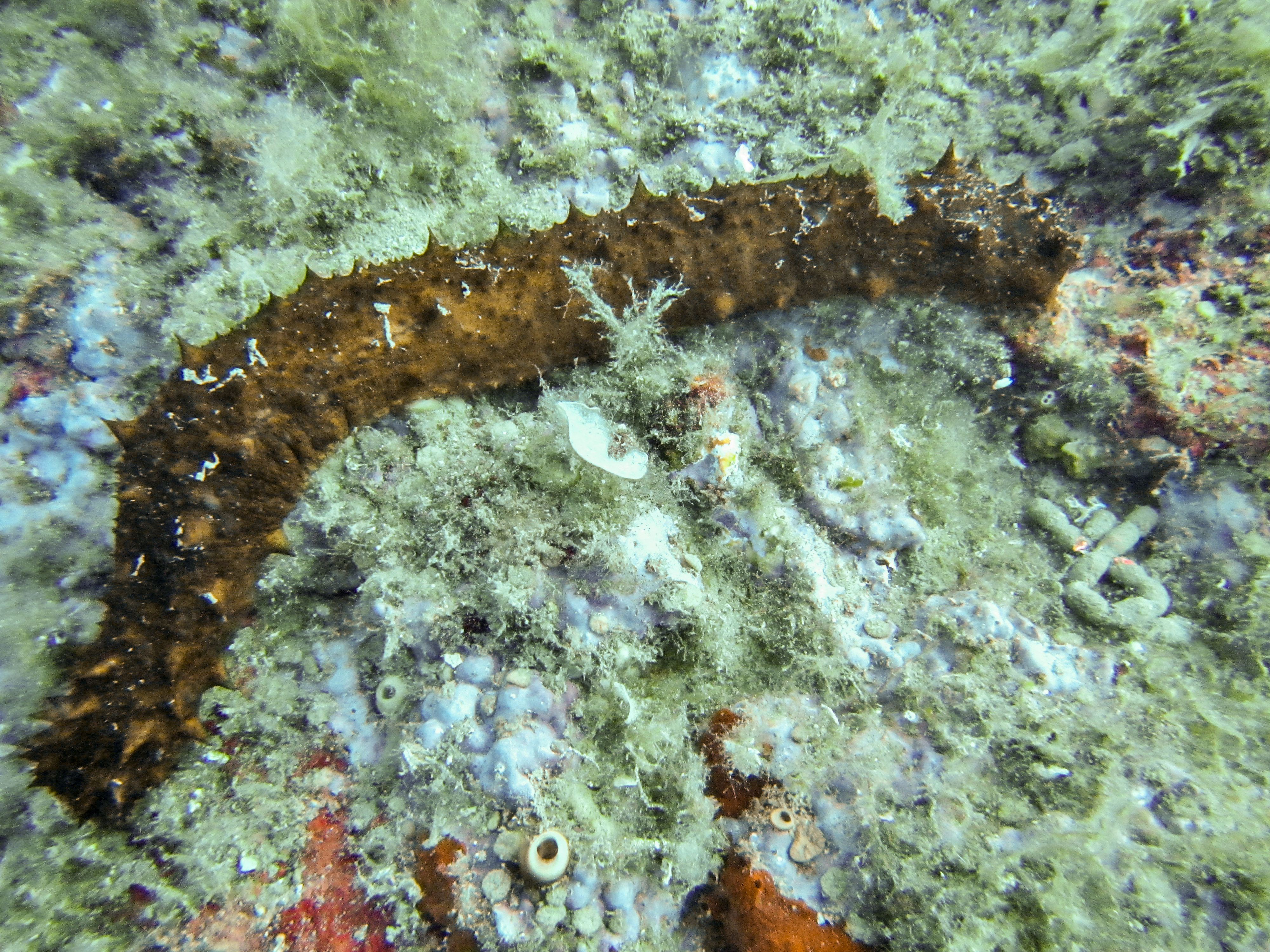
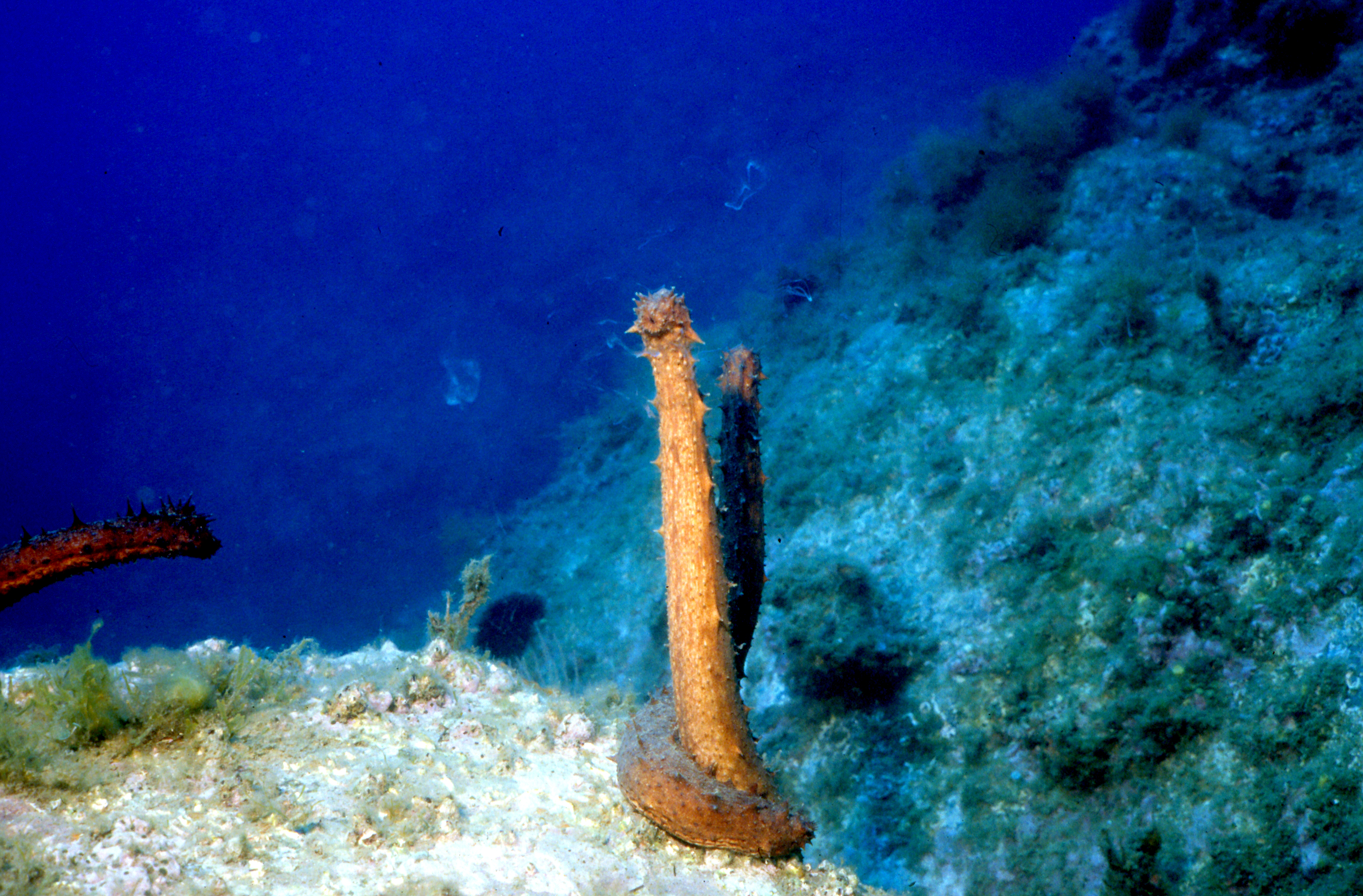

## Verbreitungsgebiet und Lebensraum
Holothuria tubulosa ist im gesamten Mittelmeer verbreitet und kommt im östlichen Teil des Atlantischen Ozeans vor. Sie gehört zu den Spezies des Mittelmeers mit einer sehr hohen Abundanz. Die Röhrenseegurke lebt in Tiefen zwischen 5 und 100 m. Dort ist sie auf steinigem Substrat, weichem Sediment oder in Seegraswiesen zu finden.  Kleine Individuen halten sich im seichten Wasser auf, wohingegen größere Individuen während der Sommerperiode und den damit steigenden Wassertemperaturen in tiefere Zonen migrieren. Die Populationsdichte variiert je nach Habitatstyp und Tiefe. Am effizientesten wächst H. tubulosa in Regionen mit geringer Wasserturbulenz.

## Ernährung
H. tubulosa gehört zu den Detritusfressern. Als Sedimentfresser ernähren sie sich von organischen Partikeln, die sich in oder auf dem Sediment ablagern. Dazu zählen unter anderem Mikroorganismen, Bakterien, Cyanobakterien, Mesofauna, Microalgen und Fragmente von marinen Blütenpflanzen. Ihr bevorzugter Lebensraum, die Seegraswiese, stellt einen hohen Anteil dieser organischen Materialien bereit.
Röhrenseegurken fressen selektiv. Sie können unterscheiden zwischen nährstoffreichen und nährstoffarmen Partikeln. Die Unterschiede im Nährstoffgehalt werden mithilfe von Geschmacksrezeptoren an den Tentakeln wahrgenommen. Welche Nahrung bevorzugt aufgenommen wird, ist abhängig von der Größe der Tiere.
Röhrenseegurken spielen eine signifikante Rolle beim Recycling von Nährstoffen. Holothuria tubulosa durchmischt bei der Nahrungsaufnahme die oberste Sedimentschicht und reduziert das Wachstum von Microalgen. Das Entfernen von biologischen Verunreinigungen führt zur Auffrischung des Wassers.
Die Kontraktion der Pharynxaufhängung führt zur Öffnung des Rachenraums. Diese Öffnung vereinfacht das Einführen der Tentakel in den Verdauungstrakt. Die Nahrung wird in Pharynx, Ösophagus und Magen akkumuliert und dann in den Darm gedrückt. Die aufgenommene Nahrung wird durch Kontraktionswellen bewegt, die von vorne (anterior) nach hinten (posterior) ziehen. Die Peristaltik wird durch die Ringmuskulatur ausgelöst. Permanente Einschnürungen regulieren die Nahrungsmenge, die in den Darm gelangt. Der vordere Bereich des Darms ist fast immer frei von Sedimenten. Zu Beginn des Darms ist die Nahrung flüssig. Die Nahrung wird mit Verdauungsflüssigkeit vermischt, um die Verdauung zu erleichtern. Das Sediment ist ab der zweiten Hälfte des Darms zunehmend von einer Schleimschicht bedeckt. Der Kot sammelt sich am hinteren Ende des Darms, dem Rektum und der Kloake und wird in Pellets unterteilt freigegeben.

## Fortpflanzung

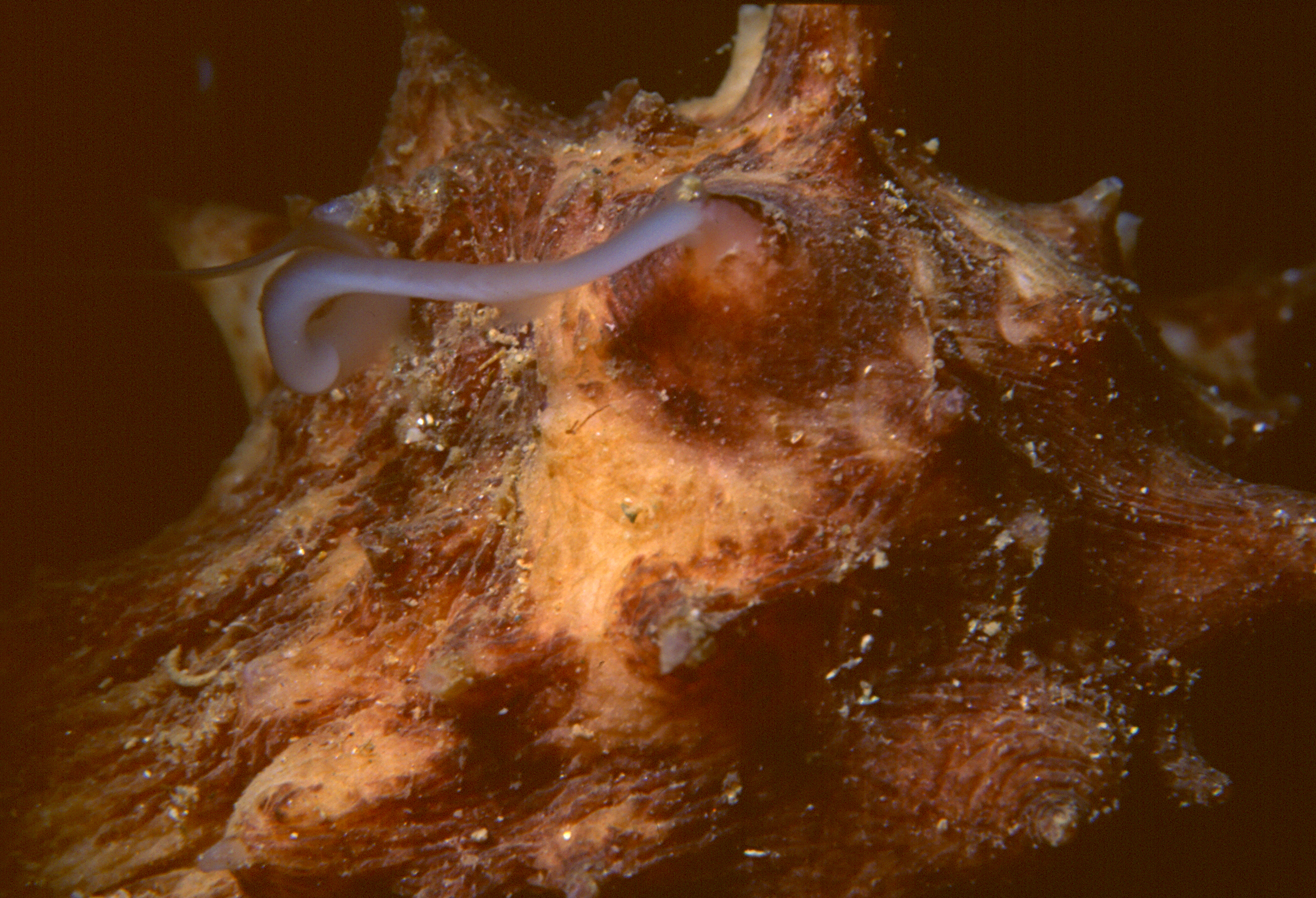
Männliche Holothuria tubulosa beim Ausstoßen von Sperma

Röhrenseegurken sind getrenntgeschlechtlich. Es findet eine äußere Befruchtung statt. Die Fortpflanzungszeit der Röhrenseegurke ist zwischen Juni und September.
H. tubulosa hat ein jährliches Reproduktionsschema, in dem zwischen sechs Phasen der Gonadenentwicklung differenziert werden kann. Die erste Phase beginnt im Januar. Die Ovarien bzw. Testes beginnen sich zu entwickeln. In der darauffolgenden Phase wachsen die Gonaden bis Juni. Ab Juli befinden sich die Gonaden im dritten Stadium und sind fertig gereift. In der vierten Phase geben die männlichen und weiblichen Individuen ihre Gameten frei. Ab September beginnen die Gonaden sich zurückzubilden (Phase 5). In der letzten Periode zwischen Oktober und Januar sind die Röhrenseegurken in einer Ruhephase. Zu diesem Zeitpunkt haben sie keine detektierbaren Gonaden. Temperaturschwankungen können zu Veränderungen des Zyklus führen.
Zum Ausbringen der Gameten wechseln die Röhrenseegurken ihre typische Position, bei der die komplette ventrale Seite auf dem Substrat aufliegt, in die Laichposition. Das hintere Drittel des Körpers behält den Kontakt mit dem Substrat bei, während der Rest des Körpers aufgerichtet wird. Die Genitalöffnung befindet sich am oralen Ende und wird möglichst weit weg vom Substrat gestreckt. Diese Position ist die effizienteste Stellung um eine maximale Ausbreitung der Gameten zu erzielen. Zu diesem Zeitpunkt ist der Körper nicht mehr von einem Schleimfilm umgeben, wodurch die dorso-lateralen Papillen des Rückens (Biviums) besonders gut erkennbar sind. Männchen stoßen eine homogene weiße Flüssigkeit aus ihrer Genitalöffnung aus. Die ausgestoßene Substanz der Weibchen ist gelblich und Licht undurchlässiger. Durchschnittlich benötigt die Röhrenseegurke für das Ausbringen der Gameten 20–30 Minuten.
Der Zeitpunkt der Gametenfreisetzung ist abhängig von Umweltfaktoren. Es muss eine gute Strömung für die Verbreitung der Gameten vorliegen. Die Wassertemperatur sollte zwischen 24 und 26 °C liegen. Zusätzlich richtet sich der Zeitpunkt der Gametenfreisetzung nach der Anwesenheit des Vollmondes. Die meisten Abgaben von Gameten wurden 1 bis 2 Tage nach dem Vollmond beobachtet.
Sind die Eier befruchtet worden, schlüpfen die Larven innerhalb von 24 Stunden. Es gibt mehrere Larvenstadien, welche innerhalb von wenigen Wochen durchlaufen werden. Durch das Durchlaufen einer Metamorphose werden die Larven zu Juvenilen, die sich weiter zu adulten Röhrenseegurken entwickeln.

## Bedeutung

### Fischerei
Seegurken sind ein wichtiger Bestandteil der Fischerei, wobei hauptsächlich die Körperwand der Seegurken verzehrt wird, die unter den Namen „Trepang“, „Beche-de-mer“, „Iriko“ und „Haisom“ bekannt ist. In China und dem Nahen Osten zählen sie zu den traditionellen Speisen.
Produkte, die aus H. tubulosa hergestellt werden können, geben einen hohen Profit auf dem asiatischen Markt. Dadurch wurde der Seegurkenhandel sehr lukrativ, was zur Folge hatte, dass auch in anderen Gewässern das Fischen und die Aquakultur begannen. In mehr als 70 Ländern werden Seegurken gefischt. Im Mittelmeerraum wird vor allem in der Türkei die Röhrenseegurke gefangen und nach Asien exportiert.
An den Küsten der Türkei wird die Röhrenseegurke von Tauchern aufgesammelt und am Leben gehalten, bis sie verarbeitet wird. Die Verarbeitung geschieht noch vor dem Export. Zu den Verarbeitungsschritten zählt das Putzen, Ausnehmen, Kochen, Einfrieren, Sonnentrocknen und Verpacken.
Die Röhrenseegurke ist im Vergleich zu anderen Seegurken des Mittelmeers häufiger vertreten und wird zugleich häufiger exportiert als andere Seegurkenarten. An der türkischen Küste sind die natürlichen Bestände zurückgegangen. Es wurden bereits erfolgreiche Vorstudien zur Produktion von Röhrenseegurken in Aquakultur in der Türkei durchgeführt, um dem Rückgang entgegenzuwirken.

### Rote Liste
Da H. tubulosa im Mittelmeer weit verbreitet und die Population stabil ist, wird sie in der Roten Liste gefährdeter Arten des IUCN als nicht gefährdet eingeschätzt. Zusätzlich weist die Art in den meisten Gebieten eine hohe Abundanz auf.